# Long Boret
Long Boret (Khmer: ឡុង បូរ៉េត; * 3. Januar 1933 in der Provinz Kandal; † 17. April 1975 in Phnom Penh) war ein kambodschanischer Schriftsteller und Politiker.
Boret war vom 26. Dezember 1973 bis zum Fall von Phnom Penh am 17. April 1975 letzter Premierminister der Republik Khmer unter dem Präsidenten Lon Nol. Seine Evakuierung und die seiner Familie durch die US-amerikanische Botschaft am 12. April 1975 lehnte er ab. Der Präsident der Republik Lon Nol war bereits am 1. April 1975 nach Hawaii ins Exil geflüchtet. Long Boret wurde am Tag der Eroberung von Phnom Penh durch die Roten Khmer mit seiner Familie ermordet. Der im Exil weilende, nominelle Führer der Roten Khmer Prinz Norodom Sihanouk hatte von Peking aus seine Tötung via Radio angeordnet. Am 8. April 1975 hatte er sich mit Repräsentanten der Opposition in der thailändischen Hauptstadt Bangkok getroffen, um eine geregelte Übergabe der Macht an Prinz Sihanouk und die Roten Khmer zu vereinbaren. Sihanouk lehnte Verhandlungen ab und forderte die bedingungslose Kapitulation. Am Morgen des 17. April 1975 versuchte Long Boret mit seiner Familie, mit einem Hubschrauber Phnom Penh doch noch zu verlassen, aber der Hubschrauber hob nicht ab.

## Leben
Long wurde in Chbar Ampéou in der Nähe Kien Svay in der Provinz Kandal als Sohn von Long Meas und Neang Ieng Buth geboren. Er besuchte das französischsprachige Gymnasium Lycee Sisowath in Phnom Penh. Von 1953 bis 1955 studierte er in Paris. Nach seiner Rückkehr aus Frankreich arbeitete er im Finanzministerium. 1958 wurde er für die Provinz Stung Treng als Abgeordneter ins Parlament gewählt. Er war das jüngste Mitglied der Sangkum Reastr Niyum im Parlament. Im selben Jahr wurde er kurzweilig stellvertretender Innenminister. Er wurde 1962 und 1966 wiedergewählt. Während dieser Zeit verfasste er mehrere romantische Romane. 1962 wirkte er als Finanzminister, musste aber nach einem Streit mit Prinz Sihanouk die Position räumen. Long Boret widersetzte sich den Plänen Sihanouks, Banken, Versicherungen und den Außenhandel zu verstaatlichen. Nach dem Sturz von Prinz Sihanouk durch seinen Premierminister Lon Nol wurde Long Boret zuerst Informationsminister, ab 1971 dann Außenminister. Es gelang ihm, den UN-Sitz für die Regierung zu verteidigen. Norodom Sihanouk befand sich im Exil in Peking und forderte für seine Exilregierung auch den UN-Sitz.